# Brachidontes pharaonis
Espèce
Synonymes
- Brachidontes (Hormomya) karachiensis Melvill & Standen, 1907[1]
- Brachidontes arabicus Jousseaume, 1919[1]
- Brachyodontes (Hormomya) karachiensis Melvill & Standen, 1907[1]
- Brachyodontes karachiensis Melvill & Standen, 1907[1]
- Modiola compressula Martens & Thiele, 1908[1]
- Mytilus arabicus Jousseaume, 1919[1]
- Mytilus pharaonis P. Fischer, 1870[1]

Brachidontes pharaonis est une espèce de mollusques bivalves de la famille des Mytilidae (les moules). Elle est originaire de l'océan Indien et de la mer Rouge, et a colonisé la mer Méditerranée où elle est considérée comme espèce envahissante.

## Systématique
L'espèce Brachidontes pharaonis a été décrite pour la première fois en 1870 par le malacologiste français Paul Henri Fischer (1835-1893) sous le protonyme Mytilus pharaonis,.
Il existe une certaine controverse sur les limites de l'espèce de Brachidontes pharaonis et d'autres études génétiques sont nécessaires. L'opinion actuelle est que le nom B. pharaonis s'applique mieux à la Méditerranée et à la mer Rouge. Les autres espèces du complexe sont Brachidontes exustus, Brachidontes semistriatus et Brachidontes variablis, mais une étude plus approfondie est nécessaire pour déterminer leurs distributions.

## Description
Brachidontes pharaonis est un petit bivalve qui pousse sa coquille jusqu'à 40 mm de long. Les surfaces externes de la coquille sont noir brunâtre foncé tandis que l'intérieur de la coquille est noir violacé. Les deux moitiés de la coquille sont de taille égale et de forme similaire, étant allongées et asymétriques, avec une charnière dysodonte entre les valves. La sculpture des valves est constituée de nombreuses fines côtes radiales bifurquées, qui deviennent plus grossières postérieurement et finement festonnées vers le bord. Le contour est mytiliforme avec un umbo terminal, mais la forme est très variable et les spécimens peuvent être fortement élargis postérieurement, parfois incurvés ; parfois presque cylindrique avec le bec subterminal.  L'animal est attaché au substrat par d'épaisses byssus .

## Habitat
Brachidontes pharaonis se trouve sur des substrats rocheux et des structures artificielles dans la zone intertidale. Ils semblent être capables de tolérer de grandes variations de température dans leur aire de répartition méditerranéenne envahissante, mais les basses températures hivernales peuvent inhiber leur physiologie. Dans les eaux plus froides de la Méditerranée occidentale, B. pharaonis est limité aux habitats avec des températures et des salinités plus élevées, où il établit des bancs de moules denses sur des substrats durs, en particulier là où il est à l'abri des vagues. 

## Distribution

### Natif
Brachidontes pharaonis est originaire de la mer Rouge et de l'océan Indien adjacent. 

### Invasif
Brachidontes pharaonis a été signalé pour la première fois dans la mer Méditerranée en 1876 au large de Port-Saïd en Égypte, atteignant le Liban et la Palestine dans les années 1930 ; la Sicile en 1971 ; la Grèce en 1979 ; la Syrie et la Turquie en 1985, Rhodes en 1989, Chypre en 1996 et la côte nord de l'Adriatique de la Croatie en 1997. 
Les populations de la mer Levantine sont très probablement issues de larves qui sont entrées en Méditerranée par le canal de Suez. On pense que c'est le premier exemple d'une migration lessepsienne. La colonisation de la Méditerranée centrale est probablement due au transport par bateaux. 

## Biologie

### Alimentation
Brachidontes pharaonis est une espèce se nourrit par filtration de matières en suspension dans l'eau et, principalement, de phytoplancton ou de détritus organiques. 

### Reproduction
Il y a deux sexes. Les spermatozoïdes et les ovules sont libérés dans la colonne d'eau par les adultes. Il existe deux stades larvaires : un stade trochophore qui dure environ 24 heures et un stade véligère qui dure quelques semaines avant d'atteindre la compétence et de se fixer sur le substrat. 

### Forme de colonie
Dans les régions plus chaudes et plus salées, il forme des lits denses qui excluent les autres bivalves sessiles ;  mais dans les régions plus froides et moins salines, comme la mer Égée , elle forme des lits plus petits et moins densément peuplés. 

### Prédateurs
Au large des côtes d'Israël et dans le Sud de l'Italie, l'espèce de buccins Stramonita haemastoma est un prédateur ayant pour proie préférentielle B. pharaonis. 

## Impact invasif

### Économique
Brachidontes pharaonis est considéré comme un organisme encrassant. Il a été signalé qu'il colonisait les coques de bateaux dans les ports et qu'il pouvait encrasser les tuyaux d'admission. 

### Écologique
Brachidontes pharaonis peut déplacer la moule indigène Mytilaster minimus en interférant avec le recrutement de M. minimus. La présence de B. pharaonis a également des effets néfastes sur la survie et la croissance de la moule indigène. À la fin des années 1990, des études israéliennes montraient qu'il y avait eu un changement rapide de dominance, démontrant que certaines populations de B. pharaonis avaient atteint des densités allant jusqu'à 300 spécimens pour 100 cm2, tandis que M. minimus était très rarement rencontré.  Des densités encore plus élevées ont été atteintes dans les marais salants de l'ouest de la Sicile, où 10 000 spécimens par m² ont été dénombrés. 

## Publication originale
- P. Fischer, « Sur la faune conchyliologique marine des baies de Suez et de l'Akabah », Journal de conchyliologie, Paris, Paul Henri Fischer, vol. 18,‎ 1870, p. 161-179 (ISSN 0021-7719 et 2391-0992, OCLC 1605690, lire en ligne).